# Hotel Giant
Hotel Giant est un jeu vidéo de gestion, sorti en 2002 et édité par JoWood et développé par Enlight Software.
Il propose de prendre en main la gestion d'un hôtel, voire par la suite d'une chaîne comprenant plusieurs hôtels à travers le monde.

## Système de jeu
Le jeu permet d'agir à deux niveaux différents : la conception et la gestion de l'hôtel.

### Conception
Le jeu nous permet de démarrer avec un immeuble vide qui servira de squelette à l'hôtel. Il convient alors de créer différents types de chambres, d'en choisir les équipements et la décoration, puis de les agencer du mieux possible à l'intérieur de l'immeuble.
D'autres services sont également à prévoir, une réception, mais également, pourquoi pas, une salle de gym ou encore un restaurant...

### Gestion
Une fois l'hôtel créé, il est nécessaire d'en assurer la bonne marche. Il est alors possible d'effectuer des études de marché et des campagnes publicitaires afin de remplir l'hôtel.

### Réussite
La réussite de l'hôtel se mesure par la suite non seulement par notre capacité à maintenir l'équilibre financier mais également notre capacité à satisfaire la clientèle (les deux allant généralement de pair). Plus cette satisfaction grandit, plus le classement de l'hôtel varie pour aller décrocher un maximum d'étoiles.

## Accueil
- Jeux vidéo Magazine : 14/20[1]